# Bricherasio
Bricherasio (piemonti nyelven Bricheras, okszitán nyelven Bricairàs) egy település Olaszországban, Torino megyében. Giaveno a Pellice-völgyben található.

## Testvérvárosok
- Bell Ville, Argentína
- Chorges, Franciaország